# Stage One
Stage One – debiutancki album piosenkarza reggae i dancehall – Seana Paula. Został wydany 28 marca 2000 roku. Kompozycja nie uzyskała rozgłosu, dotarła do 109. miejsca notowania Billboard 200.

## Lista utworów
1. „Mental Prelude”
2. „She Want It”
3. „Infiltrate”
4. „Nicky (Skit)” (feat. Mr. Vegas)
5. „Haffi Get De Gal Ya (Hoy Gal Today)” (feat. Mr. Vegas)
6. „Real Man”
7. „Dutty Techniques (Skit)”
8. „Check It Deeply”
9. „Mek It Go So Den”
10. „Examples Of Things Not To Do In Bed (Skit)”
11. „Deport Them”
12. „Tiger Bone”
13. „Faded”
14. „Definite”
15. „Shineface (Skit)”
16. „Disrespect”
17. „Sound Of The Alarm” (feat. Looga Man)
18. „Uptowners (Skit)”
19. „No Bligh”
20. „Slap Trap”
21. „Strategyv
22. „A Word From The Honorable minister (Skit)”
23. „Next Generation”
24. „You Must Loose” (feat. Looga Man)
25. „Outro”
26. „Hot Gal Today (Remix)” (utwór dodatkowy) (feat. Mr. Vegas)

## Notowania
| Notowania              | Najwyższa pozycja |
| ---------------------- | ----------------- |
| Top R&B/Hip-Hop Albums | 98                |
| Top Reggae Albums      | 2                 |